# Jeringa de gas

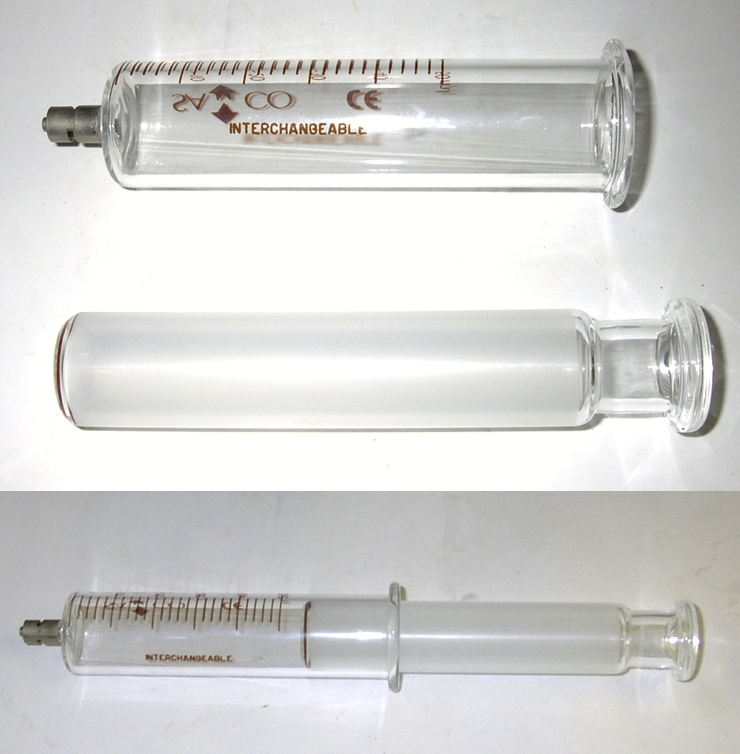
Jeringa de gas mostrando sus dos componentes separados y ensamblados

Una jeringa de gas es una pieza de material de vidrio de laboratorio utilizado para insertar o retirar un volumen de un gas de un sistema cerrado, o para medir el volumen del gas desprendido en una reacción química. Una jeringa de gas también se puede utilizar para la medida y dosificación de líquidos, especialmente cuando estos líquidos deben mantenerse protegidos del aire.

## Construcción
Una jeringa de gas está formada por un recipiente de forma cilíndrica, graduado, cuyas paredes internas son superficies de vidrio esmerilado. El émbolo de la jeringa también tiene una superficie de vidrio esmerilado. La superficie esmerilada del émbolo se mueve libremente deslizando sobre la superficie interna de cristal de la cámara de la jeringa, con muy poca fricción. La unión estrecha entre estas dos superficies de vidrio esmerilado también le da un sellado razonablemente a prueba de gases. A veces llevan una llave de paso (válvula de una vía) en el extremo libre de la jeringa por donde se realiza la entrada/salida del gas.
Al igual que ocurre con las llaves de paso de vidrio esmerilado, las dos partes de una jeringa de gas no deben ser intercambiadas con las de otra jeringa de gas aunque sean del mismo volumen. Las jeringas de gas vienen en varios tamaños desde 500 mL hasta 0,25 mL y tienden a tener una precisión de entre 0,01 a 1 mL, dependiendo del tamaño de la jeringa.

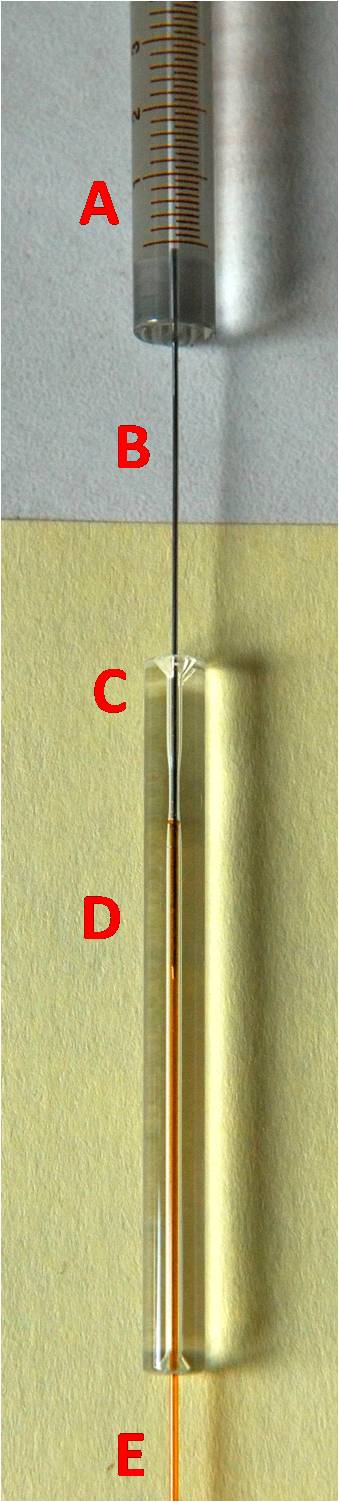
Inyección de gas mediante jeringa en una cromatografía de gases en columna: A: jeringa, B: Aguja, C: Inyector de conexión ajustada para alineación de la aguja, D: La aguja penetra en la columna, E: columna de gran diámetro, Área amarilla: Inyector.

## Uso de la jeringa de gas

Diagrama de una jeringa de gas

Una jeringa de gas puede ser usada para medir el volumen de los productos gaseosos de una reacción química.
Cuando se utiliza una jeringa de gas para medir volúmenes de gases es importante mantener la jeringa libre de líquidos. Como los gases se pueden disolver en líquidos, especialmente bajo cierta presión resultante, esto puede dar lugar a mediciones incorrectas (véase la ley de Henry).
La cantidad de gas que se forma en una determinada reacción se puede medir por la medición del volumen del gas desprendido en condiciones normales de presión y temperatura, o en otras condiciones conocidas de P y T (aplicando la ley de los gases ideales, PV = nRT).
Por consiguiente, es importante que el émbolo de la jeringa pueda moverse libremente dentro de la cámara de la jeringa, si se supone que el gas se está midiendo a temperatura y presión normales. Cualquier fricción daría lugar a una acumulación de presión en la jeringa y daría lugar a una medición inexacta, es decir, se obtendría una cantidad menor de gas medido, que la realmente obtenida.
Son muy utilizadas en aplicaciones analíticas de cromatografía de gases y en medicina, para la realización de gasometrías.

## Uso de la jeringa con líquidos
Las jeringas de vidrio también pueden ser convenientemente utilizadas para medir y administrar disolventes y otros líquidos. A menudo se utilizan en condiciones de protección del aire libre para tomar disolventes que han sido purificados en alambiques, o en recipientes cerrados con tabiques o paredes permeables, para evitar que los gases entren en contacto con la disolución.
Los líquidos aspirados en un jeringa de gas pueden ser opcionalmente burbujeados con un gas inerte antes de su vertido en un recipiente de reacción, como un matraz Schlenk. Esto se hace mediante la aspiración del líquido en la jeringa a través de una aguja, la inserción de la aguja en el tabique sellador de un frasco con presión positiva de un gas inerte, la retirada del émbolo de vidrio, y permitiendo que las burbujas de gas pasen a través del líquido de la jeringa durante varios minutos. El émbolo de vidrio se vuelve a insertar y el líquido se añade al matraz de reacción. Otras técnicas alternativas como la canulización también se pueden utilizar para la transferencia de líquidos.